# Klaus-Dieter Vogel
Klaus-Dieter Vogel (* 26. August 1942 in Berlin; † 12. September 2021 Berlin) war ein deutscher Maler, der vor allem in Ost-Berlin während der Zeit des Bestehens der DDR wirkte. Er betätigte sich in der Porträtmalerei und schuf zeitgenössische Stadtansichten Berlins.

## Leben und Werk
Aus familiären Gründen verbrachte Klaus-Dieter Vogel seine Kinder- und Jugendjahre in verschiedenen Kinderheimen in der DDR: zunächst in Peppelheim, einem Stadtteil von Heiligenstadt in Thüringen, im Kinderheim Weiße Taube in Bollersdorf und zuletzt im Kinderheim A.S. Makarenko in der Königsheide in Berlin. Einer Lehre als Maler und Lackierer folgte die Weiterbildung zum Meister des Malerhandwerks, die er 1978 mit dem Meisterbrief abschloss. Darüber hinaus wurde er Mitglied in der Handwerkskammer.
Parallel zum Beruf absolvierte er von 1966 bis 1970 ein von Frank Glaser geleitetes Abendstudium an der Kunsthochschule Berlin-Weißensee. Ab 1972 war er Mitglied im Verband Bildender Künstler der DDR. Neben zahlreichen Ausstellungen leitete er über viele Jahre verschiedene Mal- und Zeichenzirkel und begleitete diese auf zahlreichen Studienfahrten. Sein Leben lang malte er intensiv Stadtansichten verschiedener Epochen Berlins, Porträts und Selbstporträts, Landschaften, Blumen sowie Stillleben. Er schuf Zeichnungen, Aquarelle, Öl- und Acrylbilder. Mehrere Arbeiten wurden durch das Archiv des Bildnerischen Volksschaffens in der DDR erworben. 
Am 12. September 2021 starb Vogel im Alter von 79 Jahren, sein Grab befindet sich auf dem Georgen-Parochial-Friedhof III in Berlin-Weißensee. Er war verheiratet und hatte eine Tochter. Sie verwaltet sein künstlerisches Erbe.

## Ausstellungen
- 1971: Kreiskulturhaus Mitte, Studio bildende Kunst
- 1978: Haus des Lehrers, Berlin
- 1989: Klaus Vogel – Malerei, Kleine Galerie im Haus des Lehrers, Berlin
- Beteiligung an Ausstellungen in der DDR sowie in Polen, Bulgarien und der Sowjetunion
- Galerie der Freundschaft
- Bezirksausstellungen Lehren und Gestalten
- zahlreiche Volkskunstausstellungen

## Zeichenzirkel
- Zeichenzirkel im Haus der Jungen Talente Berlin
- Mitglied im Zirkel „Portraitzeichnen“ im Haus des Lehrers, Leitung Werner Schulz[2]
- Zeichenzirkel Studio bildende Kunst im Kreiskulturhaus Mitte
- Mitglied im Zeichenzirkel im Otto Nagel Haus

## Werke (Auswahl)
- Blick vom Prenzlauer Berg zum Alex[2]
- 1985 Baustelle Nikolaiviertel (Öl)
- 1988 Bungalow (Aquarell)
- Sonnenblumen mit Gießkanne (Öl)
- Mädchen (Jungpionier) mit Flöte (Aquarell)
- Mädchen mit rotem Halstuch (Aquarell)
- Mädchen (Öl)